# Edward I. Edwards
Edward I. Edwards (Jersey City, 1863. december 1. – Jersey City, 1931. január 26.) az Amerikai Egyesült Államok szenátora (New Jersey, 1923–1929).